# Yasemin Cegerek
Yasemin Cegerek (Apeldoorn, 10 de noviembre de 1977) es una política neerlandesa que actualmente ocupa un escaño en el Segunda Cámara de los Estados Generales para el período legislativo 2012-2017 por el Partido del Trabajo.
Çegerek estudió Administración Pública en la Universidad de Twente, y fue miembro del concejo municipal de Enschede. Desde 2007 fue miembro del Consejo Provincial de Gelderland hasta que el 18 de junio de 2013 fue nombrada miembro de la Cámara Baja, sucediendo a Désirée Bonis.